# Aron (cantante)
Aaron Young Min Kwak (en hangul, 아론 영민 곽 o 곽영민/곽아론; en hanja, 郭英敏; Los Ángeles, California, 21 de mayo de 1993), más conocido por su nombre artístico Aron, es un cantante surcoreano-estadounidense. Debutó en 2012 como vocalista secundario y rapero secundario de la boyband surcoreana NU'EST.

## Biografía
Aron nació y se crio en Los Ángeles, California, Estados Unidos. Él fue anteriormente aceptado en la Universidad de Nueva York. Allí Aron decidió perseguir su sueño; ser un cantante.

### Lesiones / Heridas
En febrero de 2013, Aron se lesionó el músculo de su muslo derecho un día antes de la presentación por el regresó del grupo, mientras realizaba el ensayo de la presentación.
El 20 de julio, Aron fue llevado de emergencias a causa de una gastroenteritis. Su dolor se prolongó tanto que no podía caminar, así que no estuvo presente durante el «L.O.Λ.E Tour» el 21 de julio en Taiwán.
En el primer semestre de 2017, NU'EST detuvo todas sus actividades luego de que JR, Minhyun, Ren y Baekho empezaron a participar en el programa de supervivencia Produce 101. Por otro lado, Aron no participó a causa de la lesión de su pierna.

## Carrera

### Predebut
Aron hizo parte de «PLEDIS USA Personal Audition» (Audición personal de Pledis EE. UU) y obtuvo la más alta puntuación. El llamó la atención de lis scouts con su capacidad vocal y se convirtió en un aprendiz de Pledis.
Previo a su debut, Aron realizó numerosas apariciones con sus compañeros de agencia como un miembro de Pledis Boys. Él fue bailarín de apoyo en la canción «Wonder Boy» de After School Blue, y apareció en la canción de Navidad de la agencia, «Love letter», así mismo, en el vídeo musical de la canción.
Aron, JR, Minhyun y Ren aparecieron junto a Lizzy de After School, en un comercial de New Balance.

### DJ
El 8 de abril de 2013, Aron fue DJ en Music Access de Arirang. El 19 de abril de 2015 Aron terminó su cargo en el programa.
El 14 de agosto de 2015, Aron continuó con su cargo como DJ en su propio programa llamado «Aron's Hangout» en SBS PopAsia. El 22 de abril de 2016, Aron finalizó su estadía en el programa.

## NU'EST
El 15 de marzo de 2012, Aron debutó como un miembro oficial de NU'EST, con un sencillo titulado «Face».
En 2017, NU’EST detuvo todos sus proyectos y promociones, desde que todos los miembros (excepto Aron, a causa de una lesión en su pierna), iniciaron su participación en la versión masculina del programa de supervivencia «Produce 101».
Al finalizar el programa, los otros cuatro miembros (exceptuando a Minhyun), programaron su regreso en la segunda mitad de 2017 como una subunidad, llamada «NU'EST W». La W según se dice es la inicial de «Wait» (esperar), lo que indica que esperarán hasta el regreso de Minhyun a NU'EST, además es por el tiempo que tuvieron que esperar para regresar a los escenarios. El 25 de julio, la subunidad publicó un sencillo especial, titulado «If You» (en hangul, 있다면).

## Discografía

### Composición
| Año  | Artista | Álbum    | Canción                      | Parte | Notas                                                                      |
| 2014 | NU'EST  | Re:BIRTH | 어깨빌려줘 (Feat. 계범주)    | Letra | Letra con JR                                                               |
| 2014 | NU'EST  | Re:BIRTH | Action                       | Letra |                                                                            |
| 2016 | NU'EST  | CANVAS   | Love Paint (every afternoon) | Letra | Todos los miembros de NU'EST participaron en la composición de la canción. |

### Colaboraciones
| Año  | Artista     | Título             | Álbum                     | Notas      |
| ---- | ----------- | ------------------ | ------------------------- | ---------- |
| 2014 | Chad Future | Got It Figured Out | The First Mini Album - EP | Feat. Aron |

## Filmografía

### Apariciones en vídeos musicales
| Año  | Artista                   | Título                                  | Notas                              |
| ---- | ------------------------- | --------------------------------------- | ---------------------------------- |
| 2011 | A.S.Blue                  | Wonder Boy                              |                                    |
| 2011 | Son Dam Bi & After School | LOVE LETTER                             | Feat. Ara, Hyelim, Minhyun, DongHo |
| 2012 | Happy Pledis              | LOVE LETTER (Versión chicos de Pledis!) | [ 23 ]                             |
| 2013 | Kye Bum Joo               | The Ceiling                             | [ 24 ]                             |
| 2014 | Chad Future               | Got It Figured Out                      | Feat. Aron                         |
| 2015 | Amber                     | SHAKE THAT BRASS                        | [ 25 ]                             |

## DJ
| Año       | Nombre                         | Notas                                     |
| --------- | ------------------------------ | ----------------------------------------- |
| 2013-2015 | Arirang - Music Access         | Junto a Sam de LUNAFLY y Kevin de ZE:A    |
| 2015-2016 | SBS PopAsia - 'Aron's Hangout' | Su primer programa de radio en solitario. |